# Изворна Српска
Изворна Српска (бивша Изворна Српска Демократска странка) је бивша политичка странка са сједиштем у Републици Српској, у Бањалуци. У деветом сазиву Народне скупштине Републике Српске су били заступљени са једним послаником, Славком Дуњићем, који је претходно искључен из Српске демократске странке.
На обновитељској скупштини у Бањој Луци, одржаној у јулу 2015, саопштено је да је странка основана 2007. године, и да обновитељска скупштина представља њен излазак из пасивне фазе. Саопштено је и да је избор органа странке остављен за наредни период. Те 2007. године је удружење „Српски народни отаџбински покрет”, у Суду у Соколцу, пререгистровано у странку са називом Српска демократска странака 1990. — изворна, а предсједник је био Миладин Недић. Своје једино учешће су имали на локалним изборима 2008, а најзапаженији резултат су имали у општини Језеро гдје су освојили највећи постотак гласова за Скупштину општине. Због сличног имена са другом странком, од стране Централне изборне комисије БиХ им је на тим изборима дозвољено учешће под именом Српска демократска странака 1990. — изворна — Покрет за Србску.
Крајем фебруара 2016. за предсједника странке је изабран Витомир Поповић, декан Правног факултета у Бањој Луци, док је за потпредсједника изабран Славко Дуњић, посланик у деветом сазиву Народне скупштине Републике Српске.
Дана 17. марта 2017. године, Изворна Српска се ујединила са Уједињеном Српском.
Исте године, 5. фебруара, странка је променила назив у Изворну Српску, а формално је пререгистрована почетком априла исте године одлуком Основног суда у Бањалуци.